# The Korea Herald
The Korea Herald – południowokoreański dziennik. Ukazuje się w języku angielskim. Został założony w 1953 roku.